# Castillo del Príncipe
Castillo del Príncipe (špa. Prinčev dvorac) vojna je utvrda u glavnom kubanskom gradu Havani. 1982. uvrštena je na popis UNESCO-ove svjetske baštine s ostalim objektima u staroj jezgri Havane, zbog doprinosa osvajanju Novog svijeta od strane Europljana te zbog svoje jedinstvene arhitektonske strukture.
Utvrda je sagrađena 1779. godine. Zanimljivo, treći svjetski prvak u šahu, José Raúl Capablanca, rođen je 1888. u ovoj utvrdi.